# Giovanni Francesco Fara
Giovanni Francesco Fara (Sassari, 4 novembre 1543 – Sassari, 15 novembre 1591) è stato un vescovo, storico e umanista italiano.
Considerato il padre della storiografia sarda, è stato soprannominato l'Erodoto sardo.

## Biografia

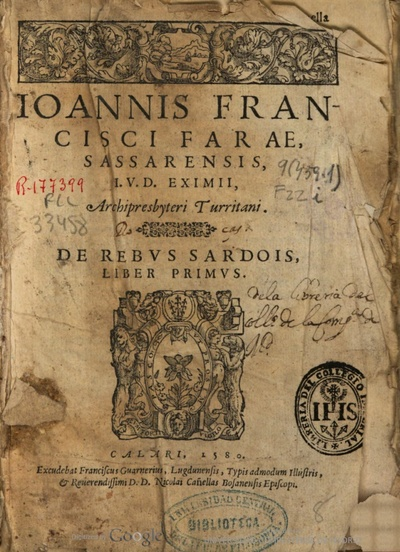
, Cagliari, 1580.

Nato in una notabile famiglia di Sassari (il padre Stefano era un notaio), iniziò i suoi studi in Sardegna per poi trasferirsi a Pisa, al collegio spagnolo di Bologna e nuovamente a Pisa dove conseguì la laurea in utroque iure il 9 agosto 1567. Nello stesso anno pubblicò a Firenze il De essentia infantis, l'unica opera pervenutaci della sua produzione giuridica.  
Per diversi anni Fara risiedette a Roma dove ebbe modo di arricchire la propria biblioteca privata, soprattutto per il tramite di Miguel Thomas de Taxaquet, vescovo di Lleida (nonché consigliere di Filippo II) che lo introdusse alla Biblioteca Vaticana e che spesso il Fara citava nelle sue opere.

### L'attività ecclesiastica
Rientrò poi a Sassari nel 1568, dove divenne arciprete del capitolo della cattedrale di San Nicola; la carica fu al centro di un'accesa disputa con mons. Francesco Figo, che si risolse con la nomina di quest'ultimo ad arcivescovo di Oristano.
Il 1° dicembre 1578, presenziò alla posa della prima pietra della futura chiesa di Santa Caterina, allora intitolata a Gesù e Maria, destinata ai gesuiti, con cui Fara intratteneva rapporti di amicizia.
Nel maggio 1588 Fara accolse la salma del neoeletto vescovo di Bosa, mons. Jerónimo García, O.SS.T., che era naufragato proprio mentre si stava recando presso l'isola per prendere possesso della diocesi. Di questo periodo è il trattato De primatu, (sulla disputa per il titolo di primate di Sardegna) recentemente riscoperto e rivalutato.
A scegliere il successore fu Filippo II, che propose a papa Sisto V proprio l'arciprete Fara. La conferma papale arrivava soltanto il 15 gennaio 1591, quando papa Gregorio XIV lo scelse definitivamente. Fu consacrato vescovo il 21 aprile 1591 dall'arcivescovo di Sassari Alfonso de Lorca nel duomo della città turritana, prendendo possesso il 28 aprile. 
Morì a Sassari, il 15 novembre 1591 a 48 anni. A celebrare i funerali fu l'allora arcivescovo di Oristano, monsignore Antonio Canopolo.

## Opere principali
- De Rebus Sardois
- Chorographia Sardiniae